# Pat és Stan
A Pat és Stan (vagy Pat és Stanley) gyerekeknek szóló animációs sorozat. Először a TF1 nevű francia tévécsatorna TFou nevű, gyerekeknek szóló blokkjában mutatták be. Pierre Coffin készítette. A produkció címe és a szereplők kinézete, valamint viselkedése a Stan és Pan nevű humorista-páros paródiája. Később egy tévéfilm is készült a sorozatból, "Pat és Stan: A kincsvadászat" címmel, amelyet hazánkban szintén a Minimax adott le. A műsor rendkívül rövid időtartammal rendelkezett, mindössze pár másodpercesek voltak az epizódok, de volt egy olyan széria, ahol az epizódok 7-8 percesek voltak. Hírnevüket a népszerű The Lion Sleeps Tonight dal előadásával érték el,amely a Youtube-on az egyik legnépszerűbb videónak számít. A humor főleg a "slapstick" stílusra épül. 3 évadot élt meg 362 epizóddal. Külföldön 2004-től 2009-ig sugározta több tévécsatorna. Magyarországon a Minimax mutatta be. Általában pár másodpercesek az epizódok, de a fent említett tévéfilm 26 percig tartott.

## Tartalom
A műsor egy nagydarab, kedves vízilóról, Pat-ről, és barátjáról Stan-ről, egy sovány, sárga kutyáról szól. Igazi komikus vidám fickók, akik a leghétköznapibb eseményeket is pillanatok alatt érdekes kalandokká alakítják át.

## Magyar hangok
- Pat – Schnell Ádám
- Stan – László Zsolt
- Emily (a vakond a "Kincsvadászat"-ban) – Simonyi Piroska